# Cavalo árabe

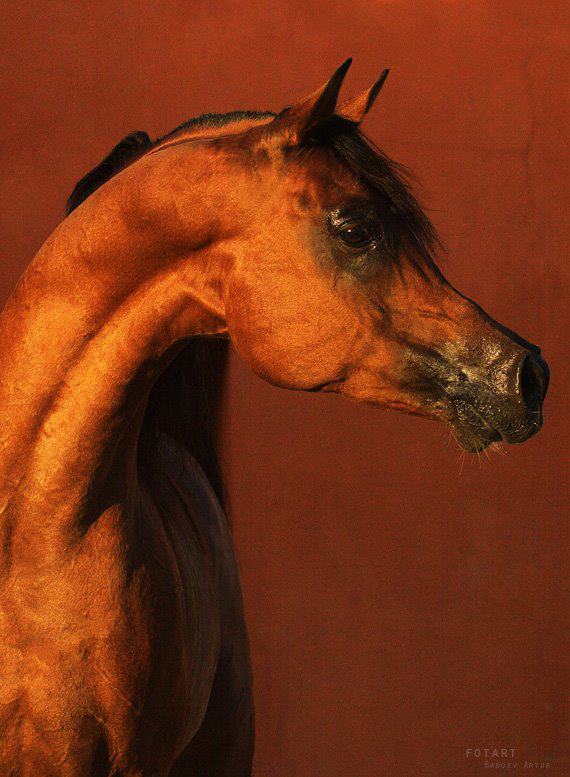
Cavalo árabe. Destaque cabeça.

O cavalo árabe (em árabe: الحصان العربي; ḥiṣān ʿarabī), também chamado Puro-sangue árabe, é uma raça equina originada na Península Arábica. Com um peculiar formato do crânio e da cauda, o cavalo árabe é uma das mais facilmente identificáveis raças de cavalo do mundo. O árabe também é uma das mais antigas raças equinas, com evidências arqueológicas que remontam a cerca de 2500 a.C. O cavalo árabe se difundiu pelo mundo mediante a guerra e o comércio, sendo usado para melhorar outras raças, dando-lhes mais velocidade, refinamento, resistência e estrutura óssea. Atualmente, as linhagens árabes são encontradas em quase todas as raças modernas de cavalos de montaria. Os cavalos árabes são particularmente usados em esportes equestres olímpicos, nos quais apresenta desempenho superior se comparado a outras raças.

## História
Diante de milhões de anos uma linhagem de animais se deslocou para os desertos da península arábica e, posteriormente, pelo Egito, chegou aos desertos do Norte da África.[carece de fontes?] Esse animal se destacou devido a sua grande resistência, velocidade, agilidade e eficiência nas guerras chamando a atenção de reinos e povos que buscaram aprimorar e manter pura as raças.
As tribos beduínas do deserto foram as grandes responsáveis pela domesticação e seleção genética das qualidades e da preservação da pureza racial do Cavalo Árabe.

## Características
O cavalo árabe é rapidamente identificado pela sua cabeça delicada, com seu perfil côncavo, olhos expressivos, orelhas pequenas e focinho curto. É necessário ressaltar uma característica marcante dessa raça,ou seja,o pescoço e o seu porte: sinuoso e arqueado, chamado de cisne, e o cavalo o torna mais expressivo, elevando a cabeça. Por fim, outro aspecto que se destaca é sua garupa,pois é praticamente reta e o rabo, com inserção alta, é levantado pelo animal, como que desfraldando a cauda.

### Pelagem
As cores de pelagens aceitas para o Cavalo Árabe são: Alazã ,Castanho, Tordilha e Preta.

## Descrição

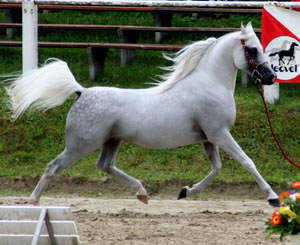
Um garanhão árabe de raça pura, mostrando perfil em forma de arco, pescoço arqueado e cauda elevada

Os olhos do cavalo árabe são típicos de muitas espécies de animais do deserto. Grandes e salientes, eles são responsáveis por prover o animal de uma excelente visão, a qual alertava os primitivos cavalos Árabes dos ataques de seus predadores. As narinas do cavalo Árabe que se dilatam quando ele corre ou está excitado, proporcionam uma grande captação de ar. Normalmente as narinas se encontram semi-cerradas reduzindo a poeira proveniente da respiração nos climas mais secos como no deserto. O tamanho e a grande separação entre os maxilares ou ganachas no cavalo Árabe proporcionam um bom espaço para a passagem de sua desenvolvida traqueia provavelmente esse é um outro fator de adaptação para aumentar a captação de ar.O carregamento natural de cabeça do cavalo Árabe é muito mais alto do que qualquer outra raça, especialmente ao galope. O alto carregamento da cabeça facilita a passagem do ar, abrindo as flexíveis narinas e alongando a traqueia. É comprovado que os cavalos Árabes possuem maior número de células vermelhas que as outras raças, o que pode indicar que o cavalo Árabe usa o oxigênio mais eficientemente.  A pele negra por debaixo dos pelos do cavalo Árabe é visível devido à delicadeza ou ausência de pelos em torno dos olhos e focinho. Essa pele escura em torno dos olhos reduz o reflexo da luz do sol e também protege contra queimaduras. A fina pele do cavalo Árabe proporciona a rápida evaporação do suor resfriando o cavalo mais rapidamente.

## Temperamento
Durante séculos, cavalos árabes viveram no deserto em estreita associação com os humanos.Para abrigo e proteção contra roubo, as igrejas de guerra prezadas eram às vezes mantidas na barraca de seus donos, perto das crianças e da vida familiar diária. Apenas os cavalos com uma disposição naturalmente boa foram autorizados a se reproduzir, com o resultado de que os árabes de hoje tenham um bom temperamento que, entre outros exemplos, os torna uma das poucas raças onde as regras da Federação Equestre dos Estados Unidos permitem que as crianças exibam garanhões em quase todos Show ring classes, incluindo aqueles limitados a pilotos menores de 18 anos .Por outro lado, o árabe também é classificado como uma raça "de sangue quente", uma categoria que inclui outros cavalos refinados e espirituosos criados para a velocidade, como o Akhal-Teke,  e o Thoroughbred. Como outros tipos de sangue quente, a sensibilidade e a inteligência dos árabes possibilitam o aprendizado rápido e uma maior comunicação com seus donos e montadores.No entanto, sua inteligência também lhes permite aprender maus hábitos tão rápido quanto os bons e eles não toleram práticas de treinamento ineptas ou abusivas.Algumas fontes afirmaram que é mais difícil treinar um cavalo de "sangue quente". Embora a maioria dos árabes tenha uma tendência natural de cooperar com os seres humanos, quando tratados de forma incorreta, como qualquer cavalo, eles podem ficar excessivamente nervosos ou ansiosos, mas raramente se tornam viciosos a menos que sejam gravemente prejudicados ou submetidos a abusos extremos.No outro extremo do espectro, os mitos românticos às vezes são contados sobre cavalos árabes que lhes dão características quase divinas. 

## Esportes
Por ter grande resistência e possuir capacidade de galope o cavalo árabe é utilizado em corridas que ocorrem em desertos.Um exemplo desse esporte acontece no deserto da Jordânia. Onde são 120 km para serem percorridos, aliás, cavalgados no deserto de Uádi Rum,[carece de fontes?] sul da Jordânia, no International Endurance Race.Essa competição reúne cavaleiros do Oriente Médio que buscam o mesmo objetivo.